# ایچیرو آبه
ایچیرو آبه (۱۲ نوامبر ۱۹۲۲ – ۲۷ فوریه ۲۰۲۲) جودوکار ژاپنی بود. او رئیس هیئت ارتقای کودوکان و رئیس سابق بخش بین‌الملل فدراسیون جودو آل نیپون بود.
او یکی از کل ۱۵ نفری که به درجهٔ دان ١٠ جودو رسیده‌اند. 

## زندگی‌نامه
آبه در سال ۱۹۲۲ متولد شد و در دانشگاه تسوکوبا تحصیل کرد. وی توسط کودوکان به عنوان معلم جودو به فرانسه در سال ۱۹۵۱ و بلژیک در سال ۱۹۵۳ اعزام شد. وی از سال ۱۹۶۹ تا ۱۹۹۷ مدیر کودوکان اینترنشنال و از ۱۹۹۷ تا ۲۰۰۴ مدیر شورای کودوکان بود.